# ლ
Las (ლას), este cea de-a unsprezecea literă a alfabetului georgian.

## Transliterație
| Literă | Nume | Național | ISO 9984 | Laz | IPA |
| ------ | ---- | -------- | -------- | --- | --- |
| ლ      | las  | L l      | L l      | L l | /l/ |

## Forme
| asomtavruli | nuskhuri | mkhedruli |
| ----------- | -------- | --------- |
|             |          |           |

## Reprezentare în Unicode
- Asomtavruli Ⴊ : U+10AA
- Mkhedruli și Nuskhuri ლ : U+10DA